# Matt fotblomfluga
Matt fotblomfluga (Platycheirus manicatus) är en tvåvingeart som först beskrevs av Johann Wilhelm Meigen 1822.  Matt fotblomfluga ingår i släktet fotblomflugor, och familjen blomflugor.
Artens utbredningsområde är Tyskland. Arten är reproducerande i Sverige. Inga underarter finns listade i Catalogue of Life.

## Bildgalleri

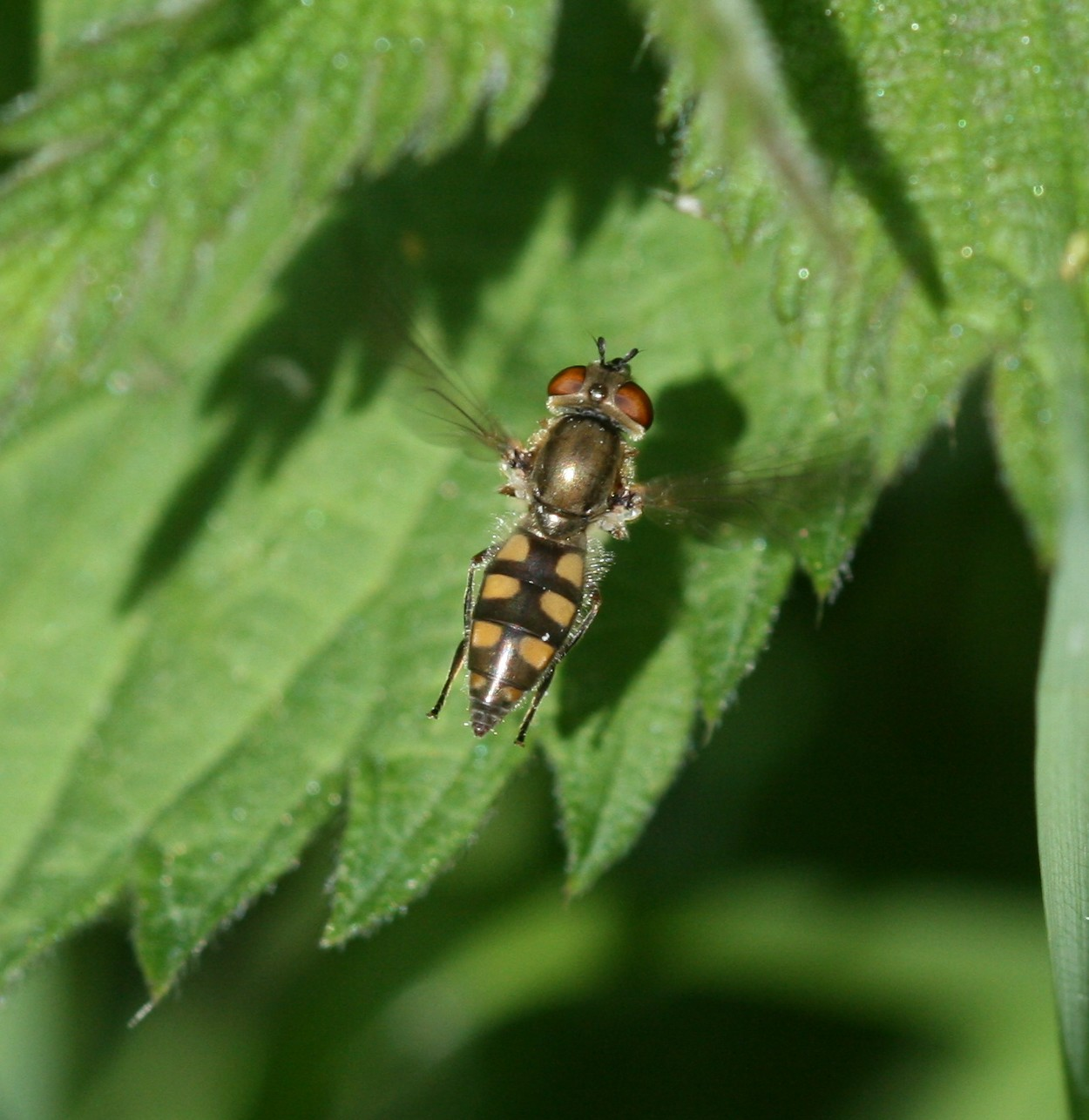